# Калуп (мини-серија)
Калуп српска је драмско-трилерска мини-серија чији су аутори Бојана Маљевић и Миодраг Мајић.

## Радња
Радња серије је смештена у садашње време у ком бивши полицајац, а сада приватни истражитељ Љуба, на позив једне групе родитеља несталих беба покушава да дође до истине.
Ова социјална драма говори о томе да истина није једноставна, али да је држава одавно морала да уради много више да помогне родитељима да дођу до истине, ма каква она била. Аутори имају критички осврт и на медије у Србији, који су ову тему третирали таблоидно, у већини. Циљ овог пројекта, поред квалитетног драмског програма, јесте управо тај: да се овој тешкој теми приступи на другачији начин и да се заустави њена даља таблоидизација, изазивањем готово свакодневних сензација.

## Улоге
| Глумац             | Улога                  |
| ------------------ | ---------------------- |
| Нада Шаргин        | Наталија               |
| Мишо Обрадовић     | Љуба Симић             |
| Саша Торлаковић    | Вучевић                |
| Светлана Бојковић  | Мира                   |
| Ана Маљевић        | Џони                   |
| Срђан Милетић      | начелник УКП           |
| Дубравко Јовановић | Стевица                |
| Бранислав Зеремски | Ђукић                  |
| Игор Филиповић     | адвокат Бане           |
| Ана Бретшнајдер    | Марија                 |
| Лена Трифуновић    | Тара                   |
| Драгиња Вогањац    | Соња                   |
| Радоје Чупић       | фотограф Алексић       |
| Бранислав Платиша  | Драгаш                 |
| Александра Симић   | Вукосава               |
| Драгана Јовановић  | служавка у породилишту |
| Гојко Балетић      | Јован                  |
| Денис Мурић        | Младић                 |
| Дамјан Кецојевић   | Стефан                 |
| Горан Баланчевић   | Јадран                 |
| Ненад Ненадовић    | патолог                |
| Моника Ромић       | Невена                 |
| Даница Радуловић   | Славица                |
| Танасије Узуновић  | Шаренгаћа              |
| Слободан Тешић     | Колега Мире            |
| Наталија Влаховић  | гошћа у студију        |
| Драган Ђорђевић    | гост у студију         |
| Оливера Ковачевић  | новинарка              |
| Зинаида Дедакин    | бабица Нада            |

## Епизоде
| Бр. еп. (укупно) | Бр. еп. (у сезони) | Наслов      | Редитељ      | Сценариста                   | Премијера       |
| --- | ------------------ | ----------- | ------------ | ---------------------------- | --------------- |
| 1 | 1                  | Фајл        | Вук Ршумовић | Вук Ршумовић Алекса Ршумовић | 21. март 2020.  |
| Интервентна јединица хапси бившег колегу, а сада приватног истражитеља, Љубу Симића након што је усред ноћи из породилишта украо обдукциони калуп за који верује да је кључни доказ да се у породилиштима у Србији трговало бебама. У породилишту тврде да је то калуп бебе која је преминула након порођаја, али је Љуба убеђен да је то лаж и тражи од начелника полиције Вучевића да уради ДНК анализу калупа која би потврдила његове сумње. Начелник схвата да би могао да искористи Љубину истрагу да постане први човек који је решио аферу "несталих беба" и пристаје на договор, али само уколико му Љуба исприча целу причу од почетка до краја... |                    |             |              |                              |                 |
| 2 | 2                  | Сведок      | Вук Ршумовић | Вук Ршумовић Алекса Ршумовић | 28. март 2020.  |
| Љуба проналази Соњу Грубар, сведока чија изјава је уклоњена из полицијског фајла и сазнаје нове детаље о отмици Наталијине бебе. Поред тога, открива низ нелогичности у документацији које појачавају његову сумњу да је отмица Наталијиног детета планирана још у породилишту. Сазнаје да се у архиви породилишта налази калуп који се води као доказ да је Наталијина беба преминула. Наталија и он покушавају легално да добију калуп како би урадили ДНК анализу и доказали да то није истина, али је то због различитих протокола, правила и ингеренција немогуће...                                                                                    |                    |             |              |                              |                 |
| 3 | 3                  | Фотографија | Вук Ршумовић | Вук Ршумовић Алекса Ршумовић | 4. април 2020.  |
| Пошто у породилишту тврде да је Наталијина беба преминула, Љуба покушава да установи где је она, наводно, сахрањена. Сазнаје да су бебе у то време сахрањивање без икакве евиденције, углавном заједно са патоанатомским отпадом. Љуба и Наталија долазе до новог доказа који би могао да им помогне да коначно идентификују отмичара њеног детета. У полицији, Љуба завршава своју причу Вучевићу, очекујући од њега да испуни свој део договора и уради ДНК анализу калупа... |                    |             |              |                              |                 |
| 4 | 4                  | Истина      | Вук Ршумовић | Вук Ршумовић Алекса Ршумовић | 11. април 2020. |
| Члан Владине комисије за истрагу несталих беба Живановић, користи свој ауторитет да извуче Љубу из притвора. Љуба од Џони добија информације о човеку који је отео Наталијино дете. Љуба има прилику да коначно пронађе младића који би могао бити Наталијин син. Финално откриће довешће у питање све у шта су Љуба и Наталија до тог тренутка веровали... |                    |             |              |                              |                 |